# Estació d'Aeropuerto de Jerez
L'estació d'Aeropuerto de Jerez és una estació ferroviària situada en el municipi espanyol de Jerez de la Frontera, en la província de Cadis, comunitat autònoma d'Andalusia. Té serveis de Mitjana Distància. Forma part també de la línia C-1 de Rodalies Cadis.
Es troba en el punt quilomètric 99,7 de la línia Alcázar de San Juan-Cadis a 29,29 metres d'altitud molt a prop de l'antiga estació de La Parra. El quilometratge toma com a punt de partida la ciutat de Sevilla, ja que aquest traçat està unit a la línia Sevilla-Cadis posteriorment integrada per Adif en la ja mencionada línia Alcázar de San Juan-Cadis. El tram és de via doble i està electrificat des del 4 de desembre de 2012 cap Jerez de la Frontera i de via única fins finals del 2013 cap Lebrija encara està oberta provisionalment un tram d'alta velocitat des del 7 de juliol de 2013.

## L'estació
L'estació va ser inaugurada el 7 de setembre de 2011 per a fer servici a l'aeroport de Jerez. Compta amb dues andanes laterals cubertes de 200 metres de longitud i de quatre vies, dues d'elles sense accés a andana. Té rampes i ascensors que faciliten l'accés al recinte, panels informatius, torniquetos d'accés y màquina dispensadora de bitllets. En total el cost de les obres que van incluir el muntat d'un quilòmetre addicional de doble via electrificada va aconseguir els 11,3 milions d'euros.

## Ús
Actualment l'estació s'està fent servir molt per sota del esperat a causa de la pobre coordinació d'horaris entre ferrocarrils y vols.
De fet, la majoria d'usuaris viatgen de l'estació a Sevilla o viceversa fent servir serveis de mitjana distància.

## Servicis ferroviaris
Els trens de Media Distancia que uneixen Sevilla amb Cadis, des de l'1 de juny de 2013, tenen setze parades de dilluns a divendres i dotze dissabte i diumenge en l'estació.
| Línia MD | Trens | Origen/Destí |  | Destí/Origen |
| -------- | ----- | ------------ |  | ------------ |
| 65       | MD    | Sevilla      |  | Cadis        |

| Línia Rodalies Cadis | Trens    | Origen/Destí | Següent estació:     | Destí/Origen |
| C-1                  | Rodalies | TERMINAL     | Jerez de la Frontera | Cadis        |
| -------------------- | -------- | ------------ | -------------------- | ------------ |